# Francisco Moreno Fernández (militar)
Francisco Moreno Fernández (San Fernando (Cádiz) 7 de noviembre de 1883-Ferrol, La Coruña, 21 de enero de 1945) fue un militar español participante en la guerra civil española de 1936 a 1939 al servicio de la flota sublevada. Llegó a ser almirante de la Flota Nacional y jefe de las Fuerzas de Tierra, Mar y Aire de Bloqueo del Mediterráneo (1937-1939). Por sus servicios le fue otorgado póstumamente el título de I marqués de Alborán el 1 de abril de 1950 de manos del general Francisco Franco.

## Biografía
Ingresó en la Armada Española cuando aún no contaba con 15 años de edad, en la fragata Asturias, Escuela Naval Flotante, en Ferrol. Salió alférez de navío, contando sólo con 19 años de edad.
En 1917 fue designado para formar parte de una Comisión de Expertos que, en plena I Guerra Mundial, marchó a Alemania para visitar y estudiar sus puertos militares, sus defensas, astilleros, y numerosas y grandes factorías, recorriendo asimismo todo el frente de combate. A su regreso, tomó el mando del Torpedero Nº12 como profesor de Torpedos de los Guardiamarinas de la Escuadra de Instrucción. Capitán de Corbeta en 1920, se le nombró segundo jefe de la Comisión Hidrográfica del Norte.
Se especializó en Artillería y Tiro Naval, pasando a desempeñar el cargo de jefe de Artillería del Acorazado Jaime I. Mandó el guardacostas Larache, operando en Marruecos. En 1935, ascendió a capitán de navío y se le nombró director de la Escuela de Guerra Naval. El golpe de Estado de 1936 le halló en Ferrol, donde se unió a los sublevados, tomando el mando del Arsenal mediante el arresto de su legítimo contralmirante Antonio Azarola, que sería asesinado tras juicio sumarísimo dos semanas después. El Gobierno de Burgos le nombró jefe de la Flota Nacional y vocal de la Junta de Defensa, habilitándose de contralmirante a su vez. Con el Canarias y el Cervera se distinguió entonces en las operaciones del Estrecho, dejando fuera de combate a los destructores que permanecían de vigilancia, el Gravina y el Almirante Ferrándiz, durante la batalla del Cabo Espartel, levantando el bloqueo de la costa sur y del Norte de África.
En 1937, ascendido a vicealmirante, se le nombró almirante jefe de las Fuerzas de Tierra, Mar y Aire del Bloqueo del Mediterráneo. Terminada la guerra, fue nombrado capitán general de Cartagena y, en septiembre del mismo año, de Ferrol. Falleció desempeñando este último cargo. En reconocimiento a sus servicios a la Nación, Franco le otorgó, con carácter póstumo, el título de marqués de Alborán. Tras su muerte fue enterrado en el Panteón de los Marinos Ilustres.
Casó con Antonia de Reyna y Martínez de Tejada.
A modo de curiosidad, cabe destacar su parentesco con el arquitecto Salvador Moreno Peralta, del cual es abuelo; y el cantante Pablo Alborán (1989), el cual es su bisnieto. No guarda parentesco directo con el Almirante General Antonio Moreno Barberá, al mando de la Recuperación de Perejil ni con el marino encausado como principal responsable en la masacre de la Desbandá: Salvador Moreno Fernández.

## Imputación en la causa contra el franquismo
En 2010, Moreno Fernández formó parte de los treinta y cinco altos cargos del franquismo imputados por la Audiencia Nacional en el sumario instruido por Baltasar Garzón, por los delitos de detención ilegal y crímenes contra la humanidad cometidos durante la guerra civil española y en los primeros años del régimen, aunque ninguno de ellos fue imputado al comprobarse el fallecimiento de todos los involucrados.
A Francisco Moreno Fernández, jefe de la autodenominada “Flota Nacional", el dictador Franco le otorgó en 1951 el título de marqués de Alborán (ya suprimido) y sus restos fueron trasladados a San Fernando en 1952, en un acto presidido por su hermano, por entonces ministro de Marina. La grabación de su lápida se modificó en 1978, y ahora se recoge su escalafón y títulos, así como que “consagró su vida al servicio de la Armada y de España”. Junto a su hermano, Salvador Moreno Rodríguez, figura en la lista de altos cargos del franquismo imputados por los delitos de detención ilegal y crímenes contra la humanidad en el sumario abierto por el juez Baltasar Garzón en la Audiencia Nacional en 2006. 
Juan Cervera Valderrama, Francisco Moreno Fernández y Salvador Moreno Fernández tuvieron una implicación directa en los bombardeos sufridos por la población civil malagueña en la huida por la carretera nacional 340 conocida como La Desbandá o La Juía, en la que murieron entre 3000 y 5000 civiles, según las estimaciones más conservadoras. En aquellos días de febrero, de los que ahora se conmemora el aniversario, el Cervera, el Baleares y el Canarias efectuaron bombardeos desde el mar que causaron estragos mediante el impacto directo sobre los civiles o sobre los taludes que flanquean el camino.
Juan Cervera Valderrama, Francisco Moreno Fernández y Salvador Moreno Fernández están enterrados con todos los honores en el Panteón de Marinos Ilustres de San Fernando (Cádiz), situado dentro del recinto de la Escuela de Suboficiales de la Armada de esa localidad, y de acceso público. La Asociación por la Memoria Militar Democrática registró una petición al Ministerio de Defensa para que se exhumen sus restos mortales del Panteón de Marinos Ilustres de San Fernando (Cádiz) y se eliminen sus placas y lápidas en aplicación de la Ley de Memoria Democrática, que obliga a la retirada de elementos conmemorativos de la sublevación, la dictadura y la represión, también cuando se trate de edificios de carácter privado o religioso, pero tengan proyección pública, como es el caso del Panteón, un espacio con promoción turística y abierto al público para visitas guiadas individuales o en grupo.